# Randy Thom
Randy Thom é um sonoplasta estadunidense. Venceu o Oscar de melhor edição de som na edição de 2005 por Os Incríveis, ao lado de Michael Silvers e o Oscar de melhor mixagem de som na edição de 1984 por Os Eleitos, com Mark Berger, Tom Scott e David MacMillan.